# Шепетивка
Шепетивка (укр. Шепетівка) град је Украјини у Хмељничкој области. Према процени из 2012. у граду је живело 43.501 становника.

## Становништво
Према процени, у граду је 2012. живело 43.501 становника.
| 1979.  | 1989.  | 2001.  | 2012.  |
| ------ | ------ | ------ | ------ |
| 43.484 | 50.876 | 48.212 | 43.501 |